# WAKE UP TOKYO
『WAKE UP TOKYO』（ウェークアップ・トーキョー）は、J-WAVEと一部コミュニティ放送局で放送されていたラジオ番組。2006年4月3日から2009年3月31日まで放送されていた。2008年10月以降は、当時J-WAVEが運営していた Brandnew J でのサイマル放送も行われていた。

## 概要・特徴
Singin' Clock の後でオープニングに入る。
番組は、30分ごとにニュースを放送。5時台最初のニュースの後には、「Sports Up Date」というコーナー名でスポーツ情報を伝えた（2007年3月までは6時台に実施していた）。6時台には、ニュースコーナーに内包される形でスポーツ情報を伝えた。交通情報は6時台に2回伝えられた。
2006年9月までの半年間は、曜日によって担当ナビゲーターが異なっていた。当時は月曜 - 木曜を Sascha が、金曜を福ノ上達也が担当。Sascha は金曜にも出演していたが、福ノ上がいた当時はコーナーのみの出演であった。

## 放送時間
- 月曜 - 金曜 5:00 - 7:00（2006年4月3日 - 2008年3月28日[3]）
- 月曜 - 木曜 5:00 - 7:00（2008年3月31日 - 2009年3月31日） - 金曜廃枠により週4日間の放送になる[3]。

## ナビゲーター
- Sascha
  - 月曜 - 木曜担当（2006年4月 - 2006年9月[4]）
  - 月曜 - 金曜担当（2006年10月[4] - 2008年3月）
  - 月曜 - 木曜担当（2008年3月 - 2009年3月）
- 福ノ上達也
  - 金曜担当（2006年4月 - 2006年9月[4]）

## コーナー
Weider POWER YOUR MORNING
Sascha が週ごとのゲストと対談し、曜日ごとに教訓をゲストから発表してもらうコーナー。ウイダーinゼリー（森永製菓）提供。2006年10月から半年間ノンスポンサーの時期があり、その間はコーナータイトルから "Weider" が省かれていた。
このコーナーの初期の内容は『勝ち論 本気で仕事する24人からのメッセージ』と題して書籍化され（ISBN 4-484-06239-9）、2006年12月15日に阪急コミュニケーションズから発売された。
NISSAN MORNING EXPRESS（2006年9月まで）
日産自動車のウイングロードに乗って東京各地をレポートするコーナー。6時12分に1回目が放送され、『J-WAVE GOOD MORNING TOKYO』内で2・3回目が放送されていた。